# Anna Hübler
Anna Hübler (Munique, Império Alemão, 2 de janeiro de 1885 – Munique, Alemanha Ocidental, 5 de julho de 1976) foi uma patinadora artística alemã que competiu em competições de duplas. Ela foi campeã olímpica em 1908 ao lado de Heinrich Burger.

## Principais resultados

### Com Heinrich Burger
| Resultados                                            | Resultados      | Resultados      | Resultados      | Resultados      | Resultados    | Resultados    | Resultados    | Resultados    | Resultados    | Resultados    | Resultados    | Resultados    |
| Internacional                                         | Internacional   | Internacional   | Internacional   | Internacional   | Internacional | Internacional | Internacional | Internacional | Internacional | Internacional | Internacional | Internacional |
| Evento/Temporada                                      | 1906– 1907      | 1907– 1908      | 1908– 1909      | 1909– 1910      |               |               |               |               |               |               |               |               |
| ----------------------------------------------------- | --------------- | --------------- | --------------- | --------------- | ------------- | ------------- | ------------- | ------------- | ------------- | ------------- | ------------- | ------------- |
| Jogos Olímpicos                                       |                 | Medalha de ouro |                 |                 |               |               |               |               |               |               |               |               |
| Campeonato Mundial                                    |                 | Medalha de ouro |                 | Medalha de ouro |               |               |               |               |               |               |               |               |
| Nacional                                              |                 |                 |                 |                 |               |               |               |               |               |               |               |               |
| Campeonato Alemão                                     | Medalha de ouro |                 | Medalha de ouro |                 |               |               |               |               |               |               |               |               |
|                                                       |                 |                 |                 |                 |               |               |               |               |               |               |               |               |
| Legenda: Competição não foi disputada nesta temporada |                 |                 |                 |                 |               |               |               |               |               |               |               |               |